# Loški Potok
Loški Potok là một khu tự quản (tiếng Slovenia: občine, số ít – občina) trong vùng Osrednjeslovenska của Slovenia. Loški Potok có diện tích 134.5 km2, dân số là theo điều tra ngày 31 tháng 3 năm 2002 là 1958 người. Thủ phủ khu tự quản Loški Potok đóng tại Hrib-Loški Potok.